# 2022-23シーズンのNBAの移籍一覧
2022-23シーズンのNBAの移籍一覧（2022-23しーずんのNBAのいせきいちらん）は、2022年のオフシーズンおよび2022-23シーズン中に行われたNBAの移籍一覧である。

## 引退選手
| 日付     | 名前                     | 所属チーム(在籍年数) | 年齢 | 備考                                           | 脚注        |
| -------- | ------------------------ | --- | ---- | ---------------------------------------------- | ----------- |
| 7月20日  | J・J・バレア             | ダラス・マーベリックス (2006–2011, 2014–2020) ミネソタ・ティンバーウルブズ (2011–2014) | 38   | NBAチャンピオン (2011) Dリーグや海外でもプレー | [ 1 ] [ 2 ] |
| 8月20日  | グスタボ・アヨン         | ニューオーリンズ・ホーネッツ (2011–2012) オーランド・マジック (2012–2013) ミルウォーキー・バックス (2013) アトランタ・ホークス (2013–2014) | 37   | 海外でもプレー                                 | [ 3 ]       |
| 9月3日   | ジョディ・ミークス       | ミルウォーキー・バックス (2009–2010) フィラデルフィア・76ers (2010–2012) ロサンゼルス・レイカーズ (2012–2014) デトロイト・ピストンズ (2014–2016) オーランド・マジック (2016–2017) ワシントン・ウィザーズ (2017–2018) トロント・ラプターズ (2019) | 35   | NBAチャンピオン (2019) Gリーグでもプレー       | [ 4 ]       |
| 9月6日   | トゥレ・マレー           | ニューヨーク・ニックス (2013–2014) ユタ・ジャズ (2014–2015) ワシントン・ウィザーズ (2015) | 32   | Gリーグでもプレー                              | [ 5 ]       |
| 10月26日 | ガル・メケル             | ダラス・マーベリックス (2013–2014) ニューオーリンズ・ペリカンズ (2014) | 34   | Dリーグや海外でもプレー                        | [ 6 ]       |
| 11月29日 | チャンドラー・ハッチソン | シカゴ・ブルズ (2018–2021) ワシントン・ウィザーズ (2021) フェニックス・サンズ (2021–2022) | 26   | Gリーグでもプレー                              | [ 7 ]       |
| 12月15日 | タイレル・テリー         | ダラス・マーベリックス (2020–2021) メンフィス・グリズリーズ (2021–2022) | 22   | Gリーグでもプレー                              | [ 8 ]       |

## 球団役員の変更

### ヘッドコーチの交代
オフシーズン
| 解任日  | チーム                   | ヘッドコーチ             | 理由                 | 就任日  | 新ヘッドコーチ           | 前職                                                            | 脚注          |
| ------- | ------------------------ | ------------------------ | -------------------- | ------- | ------------------------ | --------------------------------------------------------------- | ------------- |
| 4月11日 | ロサンゼルス・レイカーズ | フランク・ヴォーゲル     | 解雇                 | 6月3日  | ダービン・ハム           | ミルウォーキー・バックス アシスタントコーチ (2018–2022)         | [ 9 ] [ 10 ]  |
| 4月11日 | サクラメント・キングス   | アルヴィン・ジェントリー | 解雇                 | 5月9日  | マイク・ブラウン         | ゴールデンステート・ウォリアーズ アソシエイトコーチ (2016–2022) | [ 11 ] [ 12 ] |
| 4月22日 | シャーロット・ホーネッツ | ジェームズ・ボーレゴ     | 解雇                 | 6月24日 | スティーブ・クリフォード | オーランド・マジック ヘッドコーチ (2018–2021)                   | [ 13 ] [ 14 ] |
| 6月5日  | ユタ・ジャズ             | クイン・スナイダー       | 本人の申出により退任 | 6月29日 | ウィル・ハーディー       | ボストン・セルティックス アシスタントコーチ (2021–2022)         | [ 15 ] [ 16 ] |
| 9月22日 | ボストン・セルティックス | イーメイ・ウドカ         | 職務停止             | 9月22日 | ジョー・マズーラ         | ボストン・セルティックス アシスタントコーチ (2019–2022)         | [ 17 ] [ 18 ] |

シーズン中
| 解任日  | チーム               | ヘッドコーチ         | 理由               | 就任日  | 新ヘッドコーチ     | 前職                                                                         | 脚注          |
| ------- | -------------------- | -------------------- | ------------------ | ------- | ------------------ | ---------------------------------------------------------------------------- | ------------- |
| 11月1日 | ブルックリン・ネッツ | スティーブ・ナッシュ | 双方合意の上で退任 | 11月9日 | ジャック・ヴォーン | ブルックリン・ネッツ アシスタントコーチ (2016–2022); 暫定ヘッドコーチ (2020) | [ 19 ] [ 20 ] |
| 2月21日 | アトランタ・ホークス | ネイト・マクミラン   | 解雇               | 2月26日 | クイン・スナイダー | ユタ・ジャズヘッドコーチ(2014-2022)                                          | [ 21 ] [ 22 ] |

## トレード
| 6月                                     | 6月 | 6月 | 6月           |
| --------------------------------------- | --- | --- | ------------- |
| 6月23日 (ドラフト前に 行われたトレード) | クリーブランド・キャバリアーズへ - 2022年の49位指名権 | サクラメント・キングスへ - ドラフト交渉権 アレクサンダー・ヴェゼンコフ (2017年57位) - 金銭 | [ 23 ] [ 24 ] |
| 6月23日 (ドラフト前に 行われたトレード) | ロサンゼルス・レイカーズへ - 2022年の35位指名権 | オーランド・マジックへ - 2028年の2巡目指名権 - 金銭 | [ 25 ] [ 26 ] |
| 6月23日 (ドラフト中に 行われたトレード) | アトランタ・ホークスへ - ドラフト交渉権 タイリース・マーティン (51位) - 金銭                                                                                               | ゴールデンステート・ウォリアーズへ - ドラフト交渉権 ライアン・ロリンズ (44位) | [ 27 ] [ 28 ] |
| 6月23日 (ドラフト中に 行われたトレード) | ダラス・マーベリックスへ - ドラフト交渉権 ジェイデン・ハーディー (37位) | サクラメント・キングスへ - 2024年のDALの2巡目指名権 - 2028年のDALの2巡目指名権 | [ 29 ] [ 30 ] |
| 6月23日 (ドラフト中に 行われたトレード) | デンバー・ナゲッツへ - ドラフト交渉権 ペイトン・ワトソン (30位) - 2023年の2巡目指名権 - 2024年の2巡目指名権                                                                | オクラホマシティ・サンダーへ - ジャマイカル・グリーン - 2027年のDENのプロテクト付き1巡目指名権 | [ 32 ] [ 33 ] |
| 6月23日 (ドラフト中に 行われたトレード) | インディアナ・ペイサーズへ - ドラフト交渉権 ケンドール・ブラウン (48位) | ミネソタ・ティンバーウルブズへ - 2026年の2巡目指名権 - 金銭 | [ 34 ] [ 35 ] |
| 6月24日                                 | シャーロット・ホーネッツへ - ドラフト交渉権 ブライス・マクゴーウェンズ (40位)                                                                                              | ミネソタ・ティンバーウルブズへ - ドラフト交渉権 ジョシュ・マイノット (45位) - 2023年のNYKの2巡目指名権 | [ 36 ]        |
| 6月24日                                 | シャーロット・ホーネッツへ - 2023年のDENのプロテクト付き1巡目指名権 - 2023年のNYKの2巡目指名権 - 2023年のUTAの2巡目指名権 - 2023年の2巡目指名権 - 2024年のNYKの2巡目指名権 | ニューヨーク・ニックスへ - ドラフト交渉権 ジェイレン・デューレン (13位) | [ j ]         |
| 6月24日                                 | ダラス・マーベリックスへ - クリスチャン・ウッド | ヒューストン・ロケッツへ - スターリング・ブラウン - トレイ・バーク - マーキーズ・クリス - ボバン・マリヤノヴィッチ - ドラフト交渉権 ウェンデル・ムーアJr. (26位) | [ 39 ] [ 40 ] |
| 6月24日                                 | ヒューストン・ロケッツへ - ドラフト交渉権 タイタイ・ワシントン (29位) - 2025年のMINの2巡目指名権 - 2027年のMINの2巡目指名権                                                | ミネソタ・ティンバーウルブズへ - ドラフト交渉権 ウェンデル・ムーアJr. (26位) | [ 40 ] [ 41 ] |
| 6月24日                                 | インディアナ・ペイサーズへ - 金銭 | ミルウォーキー・バックスへ - ドラフト交渉権 ユーゴ・ベッソン (58位) | [ 42 ]        |
| 6月24日                                 | メンフィス・グリズリーズへ - ドラフト交渉権 ジェイク・ラレイビア (19位) - 2023年のMINの2巡目指名権                                                                         | ミネソタ・ティンバーウルブズへ - ドラフト交渉権 ウォーカー・ケスラー (22位) - ドラフト交渉権 タイタイ・ワシントン (29位) | [ 43 ] [ 44 ] |
| 6月24日                                 | メンフィス・グリズリーズへ - ダニー・グリーン - ドラフト交渉権 デビッド・ロディー (23位)                                                                                   | フィラデルフィア・76ersへ - デアンソニー・メルトン | [ 45 ] [ 46 ] |
| 6月24日                                 | メンフィス・グリズリーズへ - ドラフト交渉権 ケネディ・チャンドラー (38位)                                                                                                  | サンアントニオ・スパーズへ - 2024年のLALの2巡目指名権 - 金銭 | [ 47 ] [ 48 ] |
| 6月24日                                 | ニューヨーク・ニックスへ - 2023年のDENのプロテクト付き1巡目指名権 - 2023年のDETのプロテクト付き1巡目指名権 - 2023年のWASのプロテクト付き1巡目指名権                        | オクラホマシティ・サンダーへ - ドラフト交渉権 ウスマン・ジェン (11位) | [ 49 ] [ 50 ] |
| 6月30日                                 | アトランタ・ホークスへ - デジャンテ・マレー - ジョック・ランデール | サンアントニオ・スパーズへ - ダニーロ・ガリナリ - 2023年のCHAのプロテクト付き1巡目指名権 - 2025年のATLの1巡目指名権 - 2026年の1巡目指名交換権 - 2027年のATLの1巡目指名権 | [ 51 ] [ 52 ] |
| 6月30日                                 | ブルックリン・ネッツへ - ロイス・オニール | ユタ・ジャズへ - 2023年の1巡目指名権 | [ 53 ] [ 54 ] |
| 7月                                     | | |               |
| 7月6日                                  | アトランタ・ホークスへ - モーリス・ハークレス - ジャスティン・ホリデー - 2024年のSACのプロテクト付き1巡目指名権                                                            | サクラメント・キングスへ - ケビン・ハーター | [ 55 ] [ 56 ] |
| 7月6日                                  | アトランタ・ホークスへ - 金銭 | フェニックス・サンズへ - ジョック・ランデール | [ 57 ]        |
| 7月6日                                  | デンバー・ナゲッツへ - ドラフト交渉権 イスマエル・カマガテ (46位) | ポートランド・トレイルブレイザーズ - 2024年の2巡目指名権 | [ 60 ]        |
| 7月6日                                  | デンバー・ナゲッツへ - ケンテイビアス・コールドウェル＝ポープ - イシュ・スミス                                                                                             | ワシントン・ウィザーズへ - ウィル・バートン - モンテ・モリス | [ 61 ] [ 62 ] |
| 7月6日                                  | デトロイト・ピストンズへ - ケンバ・ウォーカー - ドラフト交渉権 ジェイレン・デューレン (13位)                                                                               | ニューヨーク・ニックスへ - 2025年のMILのプロテクト付き1巡目指名権(DETから) | [ 37 ]        |
| 7月6日                                  | デトロイト・ピストンズへ - ドラフト交渉権 ガブリエレ・プロシーダ (36位) - 2025年のMILのプロテクト付き1巡目指名権 - 2025年のDETの2巡目指名権 - 2026年の2巡目指名権          | ポートランド・トレイルブレイザーズへ - ジェラミ・グラント - ドラフト交渉権 イスマエル・カマガテ (46位) | [ 63 ] [ 64 ] |
| 7月6日                                  | ミネソタ・ティンバーウルブズへ - ルディ・ゴベア | ユタ・ジャズへ - マリック・ビーズリー - パトリック・ベバリー - レアンドロ・ボルマロ - ジャレッド・バンダービルト - ドラフト交渉権 ウォーカー・ケスラー (22位) - 2023年のMINの1巡目指名権 - 2025年のMINの1巡目指名権 - 2026年の1巡目指名交換権 - 2027年のMINの1巡目指名権 - 2029年のMINのプロテクト付き1巡目指名権 | [ 65 ] [ 66 ] |
| 7月9日                                  | ボストン・セルティックスへ - マルコム・ブログドン | インディアナ・ペイサーズへ - マリーク・フィッツ - ジュワン・モーガン - アーロン・ネスミス - ニック・スタウスカス - ダニエル・タイス - 2023年のBOSのプロテクト付き1巡目指名権 | [ 67 ] [ 68 ] |
| 7月11日                                 | デトロイト・ピストンズへ - アレック・バークス - ナーレンズ・ノエル - 2023年のDETの2巡目指名権 - 2026年の2巡目指名権 - 金銭                                                 | ニューヨーク・ニックスへ - ドラフト交渉権 ニコラ・ラディチェビッチ (2015年57位) - 2025年のDETのプロテクト付き2巡目指名権 | [ 69 ] [ 70 ] |
| 8月                                     | | |               |
| 8月25日                                 | ロサンゼルス・レイカーズへ - パトリック・ベバリー | ユタ・ジャズへ - テイレン・ホートン＝タッカー - スタンリー・ジョンソン | [ 71 ] [ 72 ] |
| 9月                                     | | |               |
| 9月3日                                  | クリーブランド・キャバリアーズへ - ドノバン・ミッチェル | ユタ・ジャズへ - オチャイ・アバジ - ラウリ・マルカネン - コリン・セクストン (サイン&トレード) - 2025年のCLEの1巡目指名権 - 2026年の1巡目指名交換権 - 2027年のCLEの1巡目指名権 - 2028年の1巡目指名交換権 - 2029年のCLEの1巡目指名権                                                                                | [ 73 ] [ 74 ] |
| 9月22日                                 | デトロイト・ピストンズへ - ボヤン・ボグダノビッチ | ユタ・ジャズへ - セイベン・リー - ケリー・オリニク | [ 75 ]        |
| 9月27日                                 | アトランタ・ホークスへ - ヴィト・クレイチ | オクラホマシティ・サンダーへ - モーリス・ハークレス - 2025年のATLのプロテクト付き2巡目指名権 - 2029年のATLの2巡目指名権 | [ 76 ]        |
| 9月30日                                 | ヒューストン・ロケッツへ - デリック・フェイバーズ - モーリス・ハークレス - タイ・ジェローム - テオ・マレドン - 2026年の2巡目指名権 - 金銭                                  | オクラホマシティ・サンダーへ - スターリング・ブラウン - トレイ・バーク - マーキーズ・クリス - デイビッド・ヌワバ | [ 77 ] [ 78 ] |

1. ↑  レイカーズの持つ自前とワシントンの指名権のうち、順位が高い方
2. ↑  Dallas' tweet states they acquired Hardy's rights; Sacramento's press release states that they traded the pick.
3. ↑  オクラホマシティが持つ3つの指名権のうち、2番目に順位が高いもの[31]
4. ↑  オクラホマシティが持つシャーロットとミネソタの指名権のうち、順位が高い方[31]
5. ↑  6位から30位までならオクラホマシティの指名権となり、2028年または2029年に繰り越すことも可能。2029年になってもオクラホマシティが行使しなかった場合は、同年のデンバーの2巡目指名権となる[31]
6. ↑  ミネソタが持つ3つの指名権のうち、最も順位が低いもの[31]
7. ↑  15位から30位ならシャーロットの指名権となり、2025年まで繰り越すことも可能。2025年になっても行使されない場合は2025年、2026年のデンバーの2巡目指名権となる[31]
8. ↑  ニューヨークが持つ3つの指名権のうち、最も順位が低いもの
9. ↑  ニューヨークはこの交渉権をデトロイトへトレードした[37]
10. ↑  This was originally announced as part of a three-team trade also involving Detroit, to be finalized later but still official.[38] The Detroit-New York portion of the trade was announced on July 6, when Duren's rights were included in the Kemba Walker trade.[37] The Charlotte-New York portion has not appeared on the NBA Transactions page and Draft Trade Tracker portion has not been updated. The trade is listed here because New York didn't own the 2023 Denver pick until its trade with Oklahoma City became official on June 24.
11. ↑  ヒューストンはこの交渉権をミネソタへトレードした
12. ↑  ミネソタはこの交渉権をユタへトレードした
13. ↑  ミネソタはこの交渉権をヒューストンへトレードした
14. ↑  15位から30位までならニューヨークの指名権となり、2025年まで繰り越すことも可能。2025年になっては行使されない場合はデンバーの2025年、2026年の2巡目指名権となる[31] ニューヨークはこの指名権をシャーロットへトレードした
15. ↑  19位から30位ならニューヨークの使命権となり、2027年まで繰り越すことも可能。2027年になっても行使されない場合は2027年のデトロイトの2巡目指名権となる[31]
16. ↑  15位から30位までならニューヨークの指名権となり、2026年まで繰り越すことも可能。2026年になっても行使されない場合は2026年、2027年のワシントンの2巡目指名権となる[31]
17. ↑  アトランタはランデールをフェニックスへトレードした
18. ↑  17位から30位までならサンアントニオの指名権となり、2025年まで繰り越すことも可能。2025年になっても行使されない場合は2026年と2027年のシャーロットの2巡目指名権となる[31]
19. ↑  ブルックリンはヒューストンとの指名交換権を持つ。ユタはフィラデルフィアの指名権と、ブルックリンが保持することを選択した指名権のうち、順位が低い方を受け取る[31]
20. ↑  15位から30位までならアトランタの指名権となり、2026年まで繰り越すことも可能。2026年になっても行使されなかった場合は2026年と2027年のサクラメントの2巡目指名権となる[31]
21. 1 2  デトロイトがカマガテを指名し、すぐにポートランドへトレードした; the NBA.com Draft Trade Tracker[38] デトロイトは正式な発表なくカマガテの交渉権をポートランドへトレードし、デンバーがポートランドとのトレードを正式発表した際にカマガテが含まれていた[58] giving the impression the trade was official. Denver signed two of their draft acquisitions on July 3 but Kamagate was not one of them.[59]
22. ↑  デンバーが持つ2つの指名権のうち、順位が高い方
23. ↑  5位から30位ならニューヨークの指名権となる[31]
24. ↑  デトロイトは同日中にこの指名権をニューヨークへトレードした
25. ↑  デトロイトは2020年にこの指名権をトレードしていた
26. ↑  ポートランドが持つ2つの指名権のうち、順位が高い方
27. ↑  ユタは同年にオクラホマシティとの指名交換の可能性があり、その際は1位から8位の場合のみユタが受け取るUtah may still owe a protected first-round pick to Oklahoma City in 2026, in which case Utah will only have its pick available to swap if it's No. 1–8.[31]
28. ↑  ユタは6位から30位の場合この指名権を受け取り、それ以外な
らミネソタの2029年の2巡目指名権を受け取る[31]
29. ↑  インディアナは13位から30位の場合この指名権を受け取り、それ以外の場合はボストンが持つ2023年の2巡目指名権のうち、最も順位が低いものを受け取る[31]
30. ↑  デトロイトはこのオフシーズン、かつてトレードで放出した自前の指名権2つを再び獲得した
31. ↑  ニューヨークが持つ2つの指名権のうち、順位の高い方
32. ↑  56位から60位の場合ニューヨークの指名権となる[31]
33. ↑  41位から60位の場合オクラホマシティの指名権となる[31]
34. ↑  オクラホマシティが持つ3つの指名権のうち、2番目に順位が高いもの[31]